# トニー・テデスキ

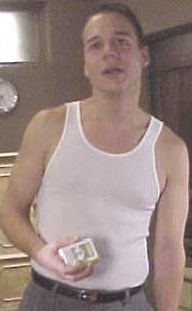
トニー・テデスキ

トニー・テデスキ（Tony Tedeschi, 1964年4月11日 - ）は、アメリカ合衆国のポルノ俳優。ロードアイランド州プロビデンス出身。
2003年、AVN殿堂入り。

## 出演作品
- ポールダンス・ナイト／美人双子の身代り生活
- プライベート・ナース　白衣の花園
- スウィートウェイトレス
- ブギーナイツにまみれて